# Carolina Gaitán
Carolina Gaitán  (Villavicencio, Kolumbia, 1984. április 4. –) kolumbiai színésznő és énekesnő.

## Élete és pályafutása
1984. április 4-én született Villavicencióban. Karrierje 2002-ben indult.
2009-ben a Gabriela, giros del destino című sorozatban játszott főszerepet. Ugyanebben az évben az Isa Tk+-ban Catalina szerepét kapt meg. 2010-ben a La Diosa Coronadában szerepelt.
2011-ben a Flor salvaje című sorozatban tűnt fel, prostituáltat alakítva.

## Filmográfia
| Év        | Cím                         | Szerep                  | TV stúdió                 | Megjegyzés                                                         |
| --------- | --------------------------- | ----------------------- | ------------------------- | ------------------------------------------------------------------ |
| 2002      | Popstars                    | Önmaga                  | Caracol TV                | Reality Show                                                       |
| 2005      | Amorcity Corazón            | Önmaga                  | Citytv                    | Műsorvezető                                                        |
| 2005      | Vuelo 1503                  | Yuli Salcedo            | Caracol TV                |                                                                    |
| 2006      | Así es la vida              | Susana                  | RCN TV                    |                                                                    |
| 2006—2007 | Mujeres, cuestión de género | Sara                    | RCN TV                    |                                                                    |
| 2007      | Zona rosa                   | Sara Bautista           | RCN TV                    | Főszereplő                                                         |
| 2007      | Satanás                     | Amiga de Natalia        | Película                  | Film                                                               |
| 2008      | Novia para dos              | Johanna                 | RCN TV                    | Mellékszereplő                                                     |
| 2008      | Mujeres asesinas            | Valentina               | RCN TV                    | Epizód Laura la encubridora.                                       |
| 2009      | Gabriela, giros del destino | Gabriela Rueda          | Caracol TV                | Főszereplő                                                         |
| 2009—2010 | Isa Tk+                     | Catalina Bernabeu       | Nickelodeon Latinoamerica | Negatív szereplő                                                   |
| 2010      | La Diosa Coronada           | Valeria                 | R.T.I. - Telemundo        | Mellékszereplő                                                     |
| 2010—2011 | Mujeres al límite           | Sofía/Pilar             | Caracol TV                | 2 epizód: Los Inocentes mint Sofía és Mi Hijo Adoptivo mint Pilar. |
| 2010—2011 | Decisiones                  | Különböző szerepek      | Telemundo                 | 4 epizód                                                           |
| 2011      | Confidencial                | Mariana                 | Caracol TV                |                                                                    |
| 2011      | Mentes en Shock             | Brenda                  | Fox Telecolombia          |                                                                    |
| 2011      | Flor salvaje                | Alicia "Malicia"        | R.T.I. - Telemundo        | Mellékszereplő                                                     |
| 2013      | Amo de casa                 | Carla                   | RCN TV                    | Mellékszereplő                                                     |
| 2013      | Alias el Mexicano           | Ana Belén Páez Argüello | RCN TV                    | Főszereplő                                                         |

## Diszkográfia
| Év   | Album                       | Kiadó      |
| ---- | --------------------------- | ---------- |
| 2002 | Escarcha                    | Sony Music |
| 2003 | Siempre hay algo más        | Sony Music |
| 2009 | Isa TK+: Sigue a tu Corazón | Sony Music |